# Svatost
Svatost křesťanská a obecně náboženská je pojem, který se nachází již ve Starém zákoně i Novém zákoně ve významu čistoty neboli života bez hříchu. Obrazně vyjádřeno citátem: Svatí jsou ti, kdo neříkají ne lásce, jež se pokouší do nich proniknout. 
Ke svatosti vybízejí věřící jak texty Bible  , tak také církevní představitelé. 
Obecně je svaté, co je obecně, kolektivně nebo individuálně uznané za trvale dobré, pravé, důvěryhodné, blahodárné, následování hodné, například muž, slova, hora, vztah, odkaz nebo příkaz mohou být pro dotyčné osoby svaté.